# 河北师范大学
河北师范大学是一所位于中华人民共和国河北省石家庄市的公立大学，是隶属于河北省的省部共建大学。学校官方将校史追溯至1902年创建于北京的顺天府学堂和1906年创建于天津的北洋女师范学堂。1996年6月，原河北师范大学、河北师范学院与创建于1952年的河北教育学院、创建于1984年的河北职业技术师范学院合并，组建成如今的河北师范大学。

## 起源与沿革
官方认可的起源是1902年建立的顺天府学堂（北京）和1906年建立的北洋女师范学堂（天津）。
1996年6月，原河北师范大学、河北师范学院、河北教育学院（负责教师培训，建于1952年）、河北职业技术师范学院（建于1984年）合并组建成新的河北师范大学。
其中原河北师范大学即后来的河北师范大学东校区（主校区，位于石家庄市裕华路）。此地址现已不再归属河北师大。
原河北师院为后来的河北师范大学西校区东院（西校区的主校区，位于石家庄市红旗大街和新石南路交汇处）。此地址现为河北师范大学汇华学院北院。
原教育学院为后来的河北师范大学西校区西院（位于新石南路）。此地址现为河北师范大学旅游学院和河北师范大学附属实验中学高中部。
原职业技术师范学院实际仍为一个独立建制的学院，位于石家庄市东岗路。此地址现已不再归属河北师大。
2010年9月，河北师范大学的新校区（位于石家庄南二环东路20号），一期工程已经结束，原西校区（除音乐学院）全部搬迁到新校区，东校区的外语学院、体育学院也搬迁到新区。此时很多设施未完全建立，部分建筑包含图书馆、博物馆等仍在施工，生活有诸多不便。
2011年9月，原东校区的剩余学院、西校区的音乐学院以及职业技术学院全部搬入到新校区。

## 优质专业

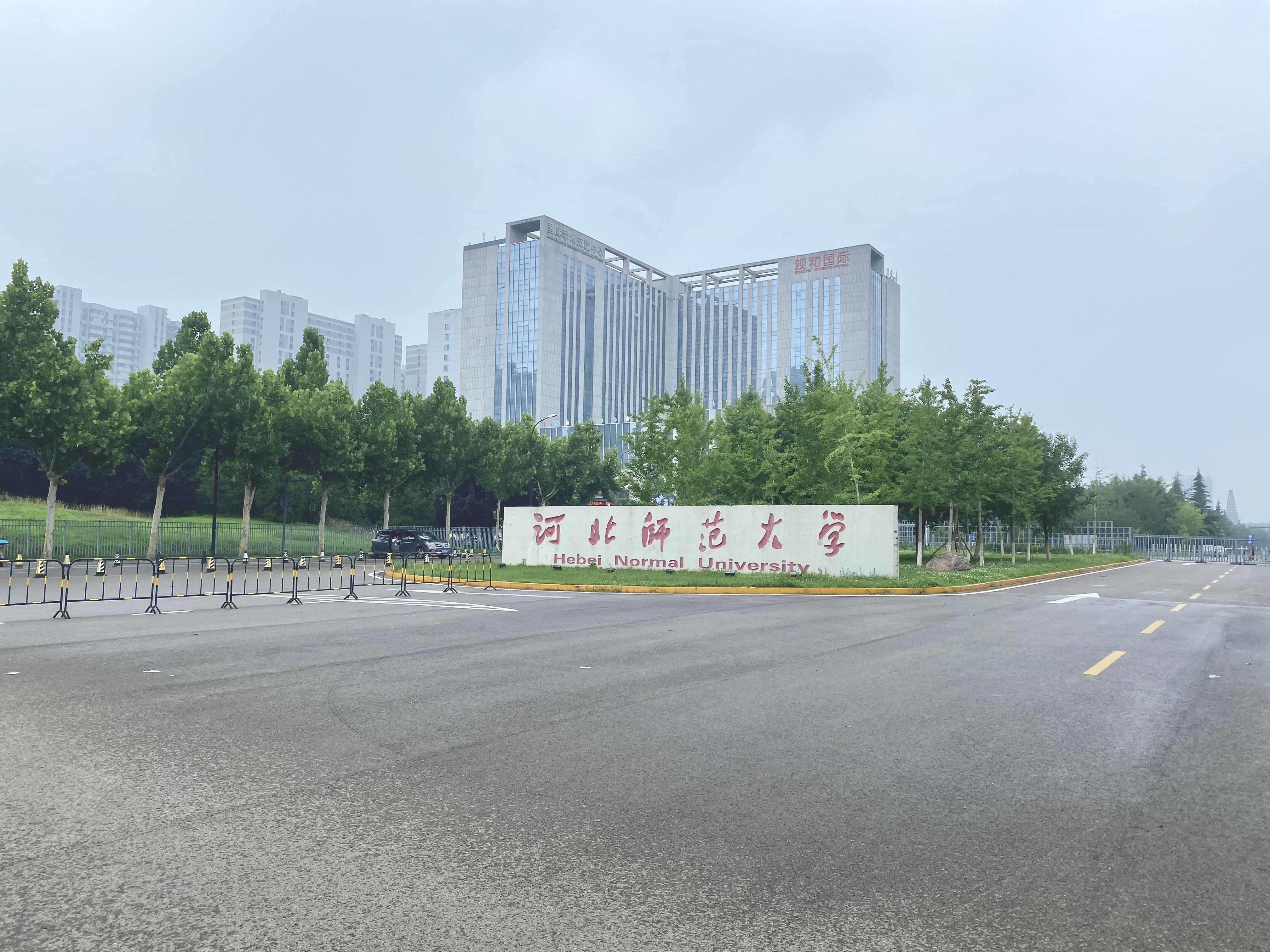
河北师范大学东门

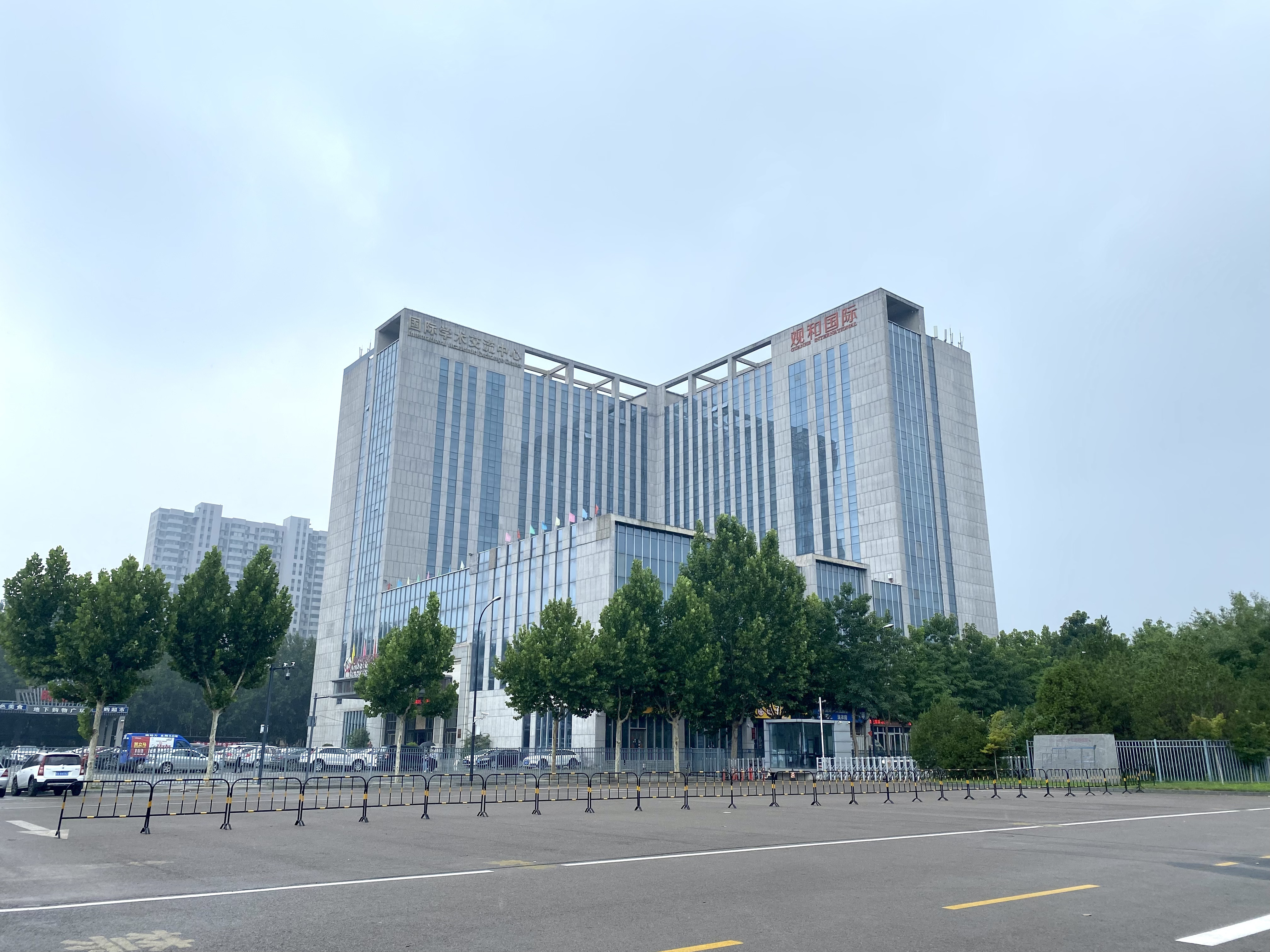
国际学术交流中心

河北师大生物学是国家一级学科。细胞生物学为国家重点专业。学校的中国科学院院士孙大业在此领域颇有建树，可认为生物学是河北师大最优秀的专业。
此外历史学、数学、物理学这三个专业与生物学一起被称为“河北省强势特色学科”，也是河北师范大学较好的专业，并均是具有硕士学位授予权的一级学科。
其他具有硕士学位授予权的一级学科包括：政治学、马克思主义理论、心理学、体育学、中国语言文学、化学和地理学。

## 院系设置
| - 马克思主义学院 - 教育学院 - 文学院 - 历史文化学院 - 外国语学院 - 大学外语教学部 - 音乐学院 - 美术与设计学院 | - 新闻传播学院 - 商学院 - 法政与公共管理学院 - 数学与信息科学学院(田家炳教育书院) - 物理科学与信息工程学院 - 化学与材料科学学院 - 生命科学学院 - 资源与环境科学学院 | - 体育学院 - 公共体育教育部 - 计算机与网络空间安全学院、计算机教学部 - 职业技术学院 学前教育学院（旅游系） - 网络教育学院（软件学院） - 中燃工学院 - 汇华学院（独立学院） - 教师教育学院 - 国别和区域研究中心 |

## 在校学生

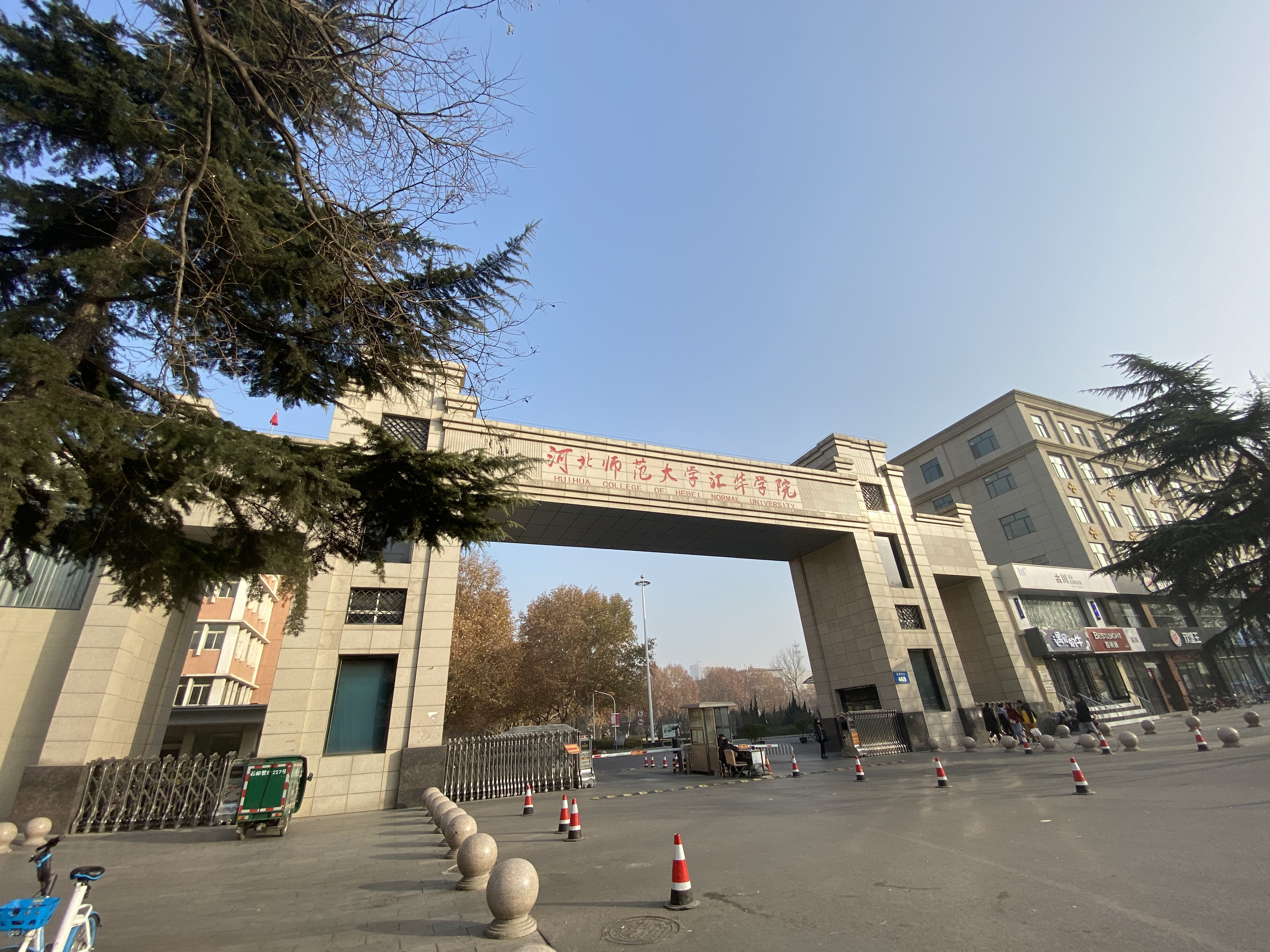
汇华学院

河北师大的学校现有在拥有约350名教授，550名左右的副教授。在校本专科生（含独立学院）超过三万人，研究生则在3000人以上。是河北省规模最大的几所高校之一。